# Realkredit
Realkredit er lån mod sikkerhed i fast ejendom. Udtrykket er et modstykke til personlig kredit, hvor et lån ydes uden sikkerhed, men i tillid til låntagerens betalingsevne. Tidligere, og i dag stadig på tysk, anvendtes også udtrykket personalkredit herom.
Sikkerhedsstillelse i form af fast ejendom  er udbredt ved långivning i mange lande, men de nærmere institutionelle forhold og traditioner adskiller sig fra land til land. I Danmark har der udviklet sig et særligt system for boligfinansiering formidlet af realkreditinstitutter, som på flere måder er meget forskelligt fra den måde, boligfinansiering foregår i de fleste andre lande.

## Det danske realkreditsystem

### Historie
Det første danske realkreditinstitut var Kreditkassen for Husejere i Kjøbenhavn, ofte blot omtalt som Husejernes Kreditkasse. Kassen blev stiftet i 1797 for at bistå med finansiering til den store genopbygning, der var behov for efter Københavns brand 1795. Kreditkassen udstedte lån med sikkerhed i låntagernes solidariske ansvar. I modsætning til de senere almindelige institutter var kreditkassen ikke oprettet af låntagere, men af långivere (investorer). Baggrunden var, at det dengang var ulovligt at tage mere end 4 % i rente af et lån. Da det store lånebehov efter branden dermed ikke kunne slå ud i en højere rente, var det centrale for investorerne at reducere risikoen ved udlånsvirksomheden, og det blev opnået ved lånernes solidariske hæftelse.
Det var dog først med vedtagelsen af den første kreditforeningslov i 1850, at kreditforeningstanken slog igennem for alvor. I 1830'erne opstod et stort behov for at få tilført kapital til byggeriet, ikke mindst på landet som følge af landboreformerne, og derfor begyndte man at diskutere, hvordan boligfinansieringen kunne reformeres. Det mundede ud i kreditforeningsloven, hvor en kreditforening var en forening af låntagere, der hæftede solidarisk. Derpå blev i 1851 de to første egentlige kreditforeninger i moderne forstand, Kreditforeningen af Jydske Landejendomsbesiddere og Østifternes Kreditforening, stiftet, og de blev fulgt af yderligere en halv snes foreninger i løbet af 1800-tallet.
I 1970 blev vedtaget en ny realkreditlov, som ændrede realkredittens betingelser på en række måder. I kølvandet på loven fulgte en række fusioner af kreditforeninger. En revision af loven i 1989 gav mulighed for at oprette nye realkreditinstitutter som aktieselskaber, og de eksisterende institutter kunne også omdanne sig til aktieselskaber. I det 21. århundrede fulgte yderligere lovændringer. I 2007 fik pengeinstitutter således adgang til at yde realkredit-lignende lån i form af de såkaldt særligt dækkede obligationer (SDO).

### Forretningsmodel
Ifølge lovgivningen kan en ejerbolig til helårsbrug belånes i et realkreditinstitut med op til 80 pct. af ejendommens værdi. For andre typer fast ejendom som fritidshuse og erhvervsejendomme er der lavere lånegrænser. Finansiering er mulig for strukturer der er mindre end 12 sømil ude fra den danske kyst.
Der gives sikkerhed for lånet i form af et tinglyst pantebrev. Dermed kan realkreditinstituttet sende ejendommen på tvangsauktion, hvis lånet misligholdes. Samtidig er solidarisk hæftelse et nøglebegreb i realkreditsystemet. Kan en låntager ikke betale ydelsen, er hele foreningen ansvarlig for, at långiver under alle omstændigheder får sit tilgodehavende. Kan tvangsauktionen ikke dække det skyldige beløb, dækkes tabet af instituttets reserver. Tilsammen giver sikkerheden i ejendommen, lånegrænserne og den solidariske hæftelse en meget høj grad af sikkerhed for investorerne. Danske realkreditobligationer anses derfor for at være et relativt sikkert værdipapir, hvilket medfører attraktive kurser og dermed lave renter for realkreditinstituttet, der i sidste ende gør realkreditlån til billige lån for låntagerne relativt til eksempelvis banklån.
Finansiering af realkreditlån sker på den måde, at når der optages et realkreditlån i eksempelvis et hus, udstedes der obligationer for et tilsvarende beløb (balanceprincippet). Låntagerne betaler hvert kvartal terminsydelser (renter og afdrag) til realkreditinstituttet, som igen sender disse videre til ejerne af obligationerne. Derudover betaler lånerne et administrationsbidrag - den såkaldte bidragssats. Det dækker instituttets administrationsomkostninger, afkast til instituttets ejere og opbygning og vedligeholdelse af instituttets reserver, som skal holde investorerne skadesløse. Bidragssatsen var tidligere i mange år fast på omkring 0,5 % for private kunder, mens den for erhvervskunder var til forhandling. Efterhånden er bidragssatserne for privatkunder dog blevet hævet betragteligt og samtidig differentieret ud fra skønnede risici ved hvert enkelt lån. Bidragssatserne kan dermed typisk svinge mellem 0,25 og 2 %. Derudover tjener institutterne også penge på forskellige gebyrer og kursskæringer, når nye lån oprettes eller eksisterende lån omlægges. Desuden kan institutterne have indtægter fra egne værdipapirbeholdninger.

### Typer lån og obligationer
Der er i hovedsagen tre typer lån: stående lån, serielån og annuitetslån. For et stående lån forfalder hovedstolen
først til betaling ved lånets udløb. Hovedstolen står og venter så at sige forude. For serielånet gælder, at der afdrages en konstant andel af lånet i hver termin. Da rentebetalingen falder over tid i takt med, at restgælden falder, vil den samlede ydelse (afdrag + renter) i et serielån være faldende over tid. Et annuitetslån er kendetegnet ved, at ydelsen er konstant over tid; andelen af ydelsen, som består af renter henholdsvis afdrag, skifter til gengæld over tid, idet rentedelen falder og afdragsdelen stiger tilsvarende i lånets løbetid.
Realkreditlån kan derudover være fastforrentede eller variabelt forrentede lån, sidstnævnte typisk i form af de såkaldte rentetilpasningslån.
Realkreditobligationer kan normalt konverteres. At konvertere et lån betyder at omlægge lånet til en anden lånetype. Det kan blandt andet gøres ved at indbetale obligationsrestgælden til den kommende termin til kurs 100 eller ved at opkøbe obligationerne på markedet til en eventuelt lavere kurs.